# Васильково (Сергиево-Посадский городской округ)
Васильково — деревня в Сергиево-Посадском районе Московской области, в составе муниципального образования Городское поселение Сергиев Посад (до 29 ноября 2006 года входила в состав Мишутинского сельского округа)).

## Население
| 2002 | 2006 | 2010 |
| ---- | ---- | ---- |
| 10   | ↗12  | ↘6   |

## География
Васильково расположено примерно в 9 километрах (по шоссе) почти на север от Сергиева Посада, у северной стороны большого Московского кольца, высота центра деревни над уровнем моря — 249 м.

## Современное состояние
На 2016 год в деревне зарегистрировано 6 садовых товариществ. Деревня связана автобусным сообщением с райцентром и соседними населёнными пунктами.